# Ефим
Ефи́м — просторечная форма мужского имени Евфимий. Производные фамилии от этого имени — Ефимов, Ефименко, Юхименко, Яхименко, Юфимов, Юхимович.
На Русь пришло из Византии вместе с христианством. Женский аналог — Ефимия.
Имя происходит от др.-греч. имени Εὐφήμιος (Эуфемиос), происх. от εὔφημος (эуфемос) — «благочестивый, священный»; доброжелательный, предвещающий добро, благородный, блаженный, благодушный.
Разговорные производные формы — Ефимка, Фима, Фимуля, Фиша.

## Именины
8 янв., 10 янв., 17 янв., 2 февр., 24 марта, 8 апр., 14 апр., 15 апр., 24 апр., 1 мая, 14 мая, 29 мая, 17 июля, 10 авг., 18 авг., 10 сент., 16 сент., 23 окт., 28 окт., 22 нояб., 22 янв.

## Прочее
- Ефим — прозвище паровоза ЕФ